# Terminal Rodoviário Antônio José Cândido
O  Terminal Rodoviário de Ji-Paraná - Antônio José Cândido  é um terminal rodoviário localizado na cidade de Ji-Paraná, Rondônia, no Brasil. É um dos principais terminais rodoviários do interior de Rondônia. Atuam no trecho as empresas Águia Branca, Expresso Maia, Andorinha, Eucatur/Serra Azul/Solimões, Gontijo, Nova Medianeira, Rode Rotas/Rotas do Triângulo, Expresso Itamarati e Viação Rondônia. Essas empresas ligam a cidade a outras de Rondônia, Amazonas, Acre, Mato Grosso, Goiás, Distrito Federal, Paraná, São Paulo e Mato Grosso do Sul.

## Características
Adminsitrado pela Locatelli Adminstradora, o terminal está situado no Centro de Ji-Paraná e a cerca de 2 km da orla do Rio Ji-Paraná. A rodoviária, apesar de pequena para o porte da cidade, reúne qualidades importantes como segurança aos passageiros, limpeza, sem contar com a churrascaria cuja qualidade garante uma frequência de movimento de mais de 75% de pessoas da cidade. Além da churrascaria, a rodoviária possui em sua estrutura: 
- Guichês para compra de passagens
- Plataformas de embarques e desembarques
- Achados e perdidos
- Sanitários
- Lanchonete
- Ponto de táxi
- Ponto de ônibus